# 유희왕 온라인
유희왕 온라인 듀얼 엑셀러레이터(Yu-Gi-Oh Online Duel Accelerator)(약칭 유온)는 코나미가 개발하고 국내에서는 대원미디어가 운영하는 일본의 유명한 만화 유희왕을 원작으로 하는 네트워크 트레이딩 카드 게임(NTCG)이다. 2007년 1월에 처음 출시하였으며현재 대한민국뿐만 아니라 세계의 어느 나라에서도 이용할 수 있는 전 세계적인 게임이 되어 있다.  유희왕, 유희왕 GX, 유희왕 5D's의 주인공 유희, 조이, 카이바, 주다이, 만조메, 안젤라, 유성 들과 3D 화면으로 대전할 수 있다.  듀얼은 완전 무료로 서비스 되고 있으며, 카드와 아바타 아이템만 유료 서비스 중에 있다.
2012년 10월 1일에 서비스가 종료됐다.